# Bulbophyllum mobilifilum
Bulbophyllum mobilifilum är en orkidéart som beskrevs av Cedric Errol Carr. Bulbophyllum mobilifilum ingår i släktet Bulbophyllum och familjen orkidéer. Inga underarter finns listade i Catalogue of Life.